# Wiązowna
Wiązowna ist ein Dorf sowie Sitz der gleichnamigen Landgemeinde im Powiat Otwocki der Woiwodschaft Masowien, Polen.

## Geographie
Das Dorf liegt im Westen der gleichnamigen Landgemeinde, etwa 23 km östlich von Warschau und 7 km nordöstlich von Otwock.
Im Norden liegt der Flugplatz Góraszka. Westlich des Dorfes verläuft die Landstraße DK 17.

## Gemeinde
Zur Landgemeinde Wiązowna gehören folgende 28 Ortschaften mit einem Schulzenamt:
Bolesławów
Boryszew
Czarnówka
Duchnów
Dziechciniec
Glinianka I
Glinianka II
Góraszka
Izabela
Kąck
Kopki
Kruszówiec
Lipowo
Majdan
Malcanów
Michałówek
Pęclin
Poręby
Rudka
Rzakta
Stefanówka
Wiązowna Gminna
Wiązowna Kościelna
Wola Ducka
Wola Karczewska
Zagórze
Zakręt
Żanęcin
Weitere Orte der Gemeinde sind Osiedle Emów, Osiedle Parkowe und Osiedle Radiówek.